# Alice Burchard-Bélaváry
Dans le nom hongrois Burchard-Bélaváry Alice, le nom de famille précède le prénom, mais cet article utilise l’ordre habituel en français Alice Burchard-Bélaváry, où le prénom précède le nom.
Alice Burchard-Bélaváry, née le 24 août 1901 et morte en 1972, est une artiste peintre hongroise. Elle fait partie de la famille Burchard-Bélaváry.

## Biographie
Élève à l'Académie des beaux-arts de Budapest entre 1925 et 1929, elle obtient son diplôme universitaire auprès de Jenő Barcsay et Gadányi (hu). 
Son maître fut János Vaszary, par l'intermédiaire duquel elle adhère à l'Association des Nouveaux Artistes (UME). 
À partir de la fin des années 1920, elle peint avec son mari pendant les étés à Drégelypalánk, dans le comté de Nógrád, en compagnie d'Erzsébet Vaszkó, Judit Beck (hu) et Emil Krocsák (hu). Dans les années 1930, ses œuvres sont fréquemment exposées dans la Galerie Tamás (hu), au Salon Fränkel (hu) et au Musée Ernst de Budapest.
Alice Bélaváry créa occasionnellement sous le nom de Vaszkó Ödönné ("Mme Ödön Vaszkó") jusqu'au suicide de ce dernier en 1945.
Elle est la fille d'István Burchard-Bélaváry, membre fondateur de l'UME, et d'Enrica Coppini, tous deux artistes peintres. Elle épouse le peintre Ödön Vaszkó, frère d’Erzsébet Vaszkó, peintre et graphiste.

## Sources
- (en) Tamás Kieselbach, Modern Hungarian Painting: 1919-1964, vol. 2, 2004 (ISBN 9789632124377), p. 419 ; p.809